# Жекс (кантон)
Жекс (фр. Gex) — кантон во Франции, находится в регионе Рона — Альпы, департамент Эн. Входит в состав округа Жекс.
Код INSEE кантона — 0114. Всего в кантон Жекс входят 7 коммун, из них главной коммуной является Жекс.

## Коммуны кантона
| Коммуна      | Население, чел. (2010) | Почтовый индекс | Код INSEE |
| ------------ | ---------------------- | --------------- | --------- |
| Везанси      | 526                    | 01170           | 01436     |
| Версонне     | 2144                   | 01210           | 01435     |
| Грийи        | 762                    | 01220           | 01180     |
| Дивон-ле-Бен | 8160                   | 01220           | 01143     |
| Жекс         | 10 372                 | 01170           | 01173     |
| Сесси        | 3992                   | 01170           | 01071     |
| Соверни      | 1078                   | 01220           | 01397     |

## Население
Население кантона на 2010 год составляло 27 034 человека.
| 1962 | 1968 | 1975   | 1982   | 1990   | 1999   | 2010   |
| ---- | ---- | ------ | ------ | ------ | ------ | ------ |
| 7564 | 9397 | 12 825 | 15 180 | 19 550 | 22 478 | 27 034 |